# Terme Dolenjske Toplice
Terme Dolenjske Toplice so zdravilišče v  naselju Dolenjske Toplice.
Zdravilišče leži v naselju Dolenjske Toplice na nadmorski višini 179 mnm in ima predalpsko podnebje. Nad zdraviliščem, okoli katerega se razprostirajo sadovnjaki in vinogradi se dvigata visoka in z gozdom porasla gorska masiva Roga in Gorjancev. Kraj je od Novega mesta oddaljen 12 km.

## Zgodovina
Prisotnost vrelcev tople vode je zaznamovala razvoj Dolenjskih Toplic. Prva pisna omemba kraja nosi letnico 1228, ko je grof Henrik IV, mejni grof Istrski, podelil del svojega imetja v Toplicah cistercijanski opatiji Stična. Leta 1385 so prišle Dolenjske Toplice za šeststo let v roke grofov Auerspergov Turjaških.
Prvi, ki je poskušal tedanje ljudsko kopališče v Dolenjskih Toplicah po vzoru nekaterih srednjeevropskih toplic povzdigniti v imenitnejše »gorske in grezne kopeli«, je bil knez Ivan Vajkard I. Auersperg. V zgodovinski spomin Dolenjskih Toplic pa se je prav gotovo najgloblje vtisnil knez Henrik Jožef Janez Auersperg. Med 1767 in 1776 je zgradil današnji hotel Vital, ki je bil v tistem času gotovo najimenitnejša zdraviliška stavba na Kranjskem. Knezi Auerspergi so zdravilišče večkrat v celoti prenovili, zadnjič v letu 1899, ko je bil dograjen sedanji hotel Kristal.
V letu 1922 so Auerspergi zdravilišče dokončno prodali svojemu tedanjemu najemniku češkemu zdravniku dr. Konstantinu Konvalinki, ki je bil leta 1934 prisiljen prepustiti zdravilišče Kmetski posojilnici iz Ljubljane, svoje delo zdraviliškega in okrajnega zdravnika pa je v Dolenjskih Toplicah opravljal do smrti.
Najpomembnejšo prelomnico v povojnem obdobju predstavlja za Dolenjske Toplice leto 1974, ko se je zdravilišče priključilo Tovarni zdravil Krka iz Novega mesta. Le-ta je nato v celoti obnovila vse zdraviliške stavbe in pripomogla, da so v zadnjih petintridesetih letih Terme Dolenjske Toplice eno najuspešnejših in najbolje zasedenih zdravilišč v Sloveniji.
V Termah Dolenjske Toplice se nahajajo trije hoteli - Balnea, Vital in Kristal. V slednjem lahko najdete znamenit kristalni lestenec. V vseh hotelih je skupaj 200 sob.
Termalna voda je rahlo mineralizirana, ima temperaturo človeškega telesa in številne zdravilne učinke. Najprimernejša je za zdravljenje revmatičnih obolenj, stanj po poškodbah in operativnih posegih na lokomotornem sistemu ter za zdravljenja ginekoloških obolenj.
Wellness center Balnea se razprostira na 9200 m2 in leži sredi zdraviliškega parka. V njem se nahajajo notranji ter zunanji bazeni, savne in kopeli ter beauty in wellnes center.
Kronologija izgradnje in obnov hotelov in kopališč:

1228 Prva omemba Dolenjskih Toplic

1342 Herman Reutenberg je podelil vrelce Ulriku, sinu Blaža Mokronoškega

1385 Topliški vrelci pridejo kot dota v last grofov Turjaških

1658 Omemba prvega kopališkega zdravnika dr. Georga Puscha, ki v Dolenjske Toplice prihaja le občasno. Nad vrelcem že stoji preprosta kopališka stavba. 

1767 Zgrajeni so bili trije bazeni (Knežja, Karlova in Jožefova kopel) in nad njimi kopališka stavba. Knežja kopel (današnji Knežji bazen) in Karlova kopel (današnji jamski bazen) sta bila namenjena gostom, Jožefova kopel, v katero se je stekala voda iz ostalih dveh bazenov, pa je bila namenjena "ubogemu ljudstvu".

1773 Nastavljena sta bila kopališki strežnik in kopališka strežnica, ki sta skrbela za kopalce

1776 Deželna vlada v Ljubljani objavi prvi kopališki red

1777 Dr. Kastelic je opravil prvo analizo termalne vode, ki je bila objavljena na Dunaju. Naslednjo je l. 1866 naredila Jožefinska akademija na Dunaju, zadnjo pa l. 1980 Institut Jožef Štefan iz Ljubljane)

1834 Dolenjske Toplice zajame hud požar. Nastanek trga pred Kopališkim domom

1899 Dograjen sedanji hotel Kristal

1922 Auerspergi prodali zdravilišče dotedanjemu najemniku, dr. Konstantinu Konvalinki

1934 Dr. Konvalinka prepustil zdravilišče Kmetski posojilnici iz Ljubljane

1959 Avgusta je odprt zunanji bazen

1973 Zdravilišče preide v last Tovarne zdravil Krka v Novem mestu

1978 Preurejeni zdraviliški prostori in notranji bazeni

1993 Zgrajen Center za medicinsko rehabilitacijo, povezevalni podzemni hodnik med hotelom Kristal, Vital in Centrom medicinske rehabilitacije. Obnovljen hotel Vital.

1998 Končana obnova hotela Kristal

2003 Zgrajen moderen Wellness center Balnea

2008 Zgrajen hotel Balnea **** superior, prenovljena restavracija, ter zgornja nadstropja hotela Kristal. Zgrajen vezni hodnik med hotelom in Wellness centrom Balnea.

## Zdravilišče
- Naravno zdravilno sredstvo

Izoakratoterme z več vrelci vode, ki prihaja iz globine skoraj 1.000 m s kapaciteto 30 litrov na sekundo in ima pri izviru od 36 - 38 stopinj Celzija. Voda vsebuje precej kalcija, ogljika, kalija, natrija, železa in magnezija.
- Indikacije

Revmatske bolezni, nevrološke bolezni, stanja po operacijah na rodilih in dojkah, osteoporoza ter rehabilitacija lokomotornega sistema.
- Kontraindikacije

Akutne infekcijske bolezni, nezdravljene duševne bolezni, nezdravljena maligna obolenja in dekompenzacija vitalnih organov.
- Zdravljenja

Vsi postopki in metode fizikalne in rehabilitacijske medicine s poudarkom na kinezioterapiji.